# Formosamyna frontalis
Formosamyna frontalis là một loài bướm đêm trong họ Noctuidae.